# Frank Baldwin
Frank Dwight Baldwin (Manchester, Michigan, 1842. június 26. – Colorado, Denver, 1923. április 22.) az egyike annak a 19 katonának, akiket kétszer tüntettek ki a Medal of Honorral. Az elsőt az amerikai polgárháború idején, a másodikat az indiánok elleni harcok során kapta.

## Életpályája

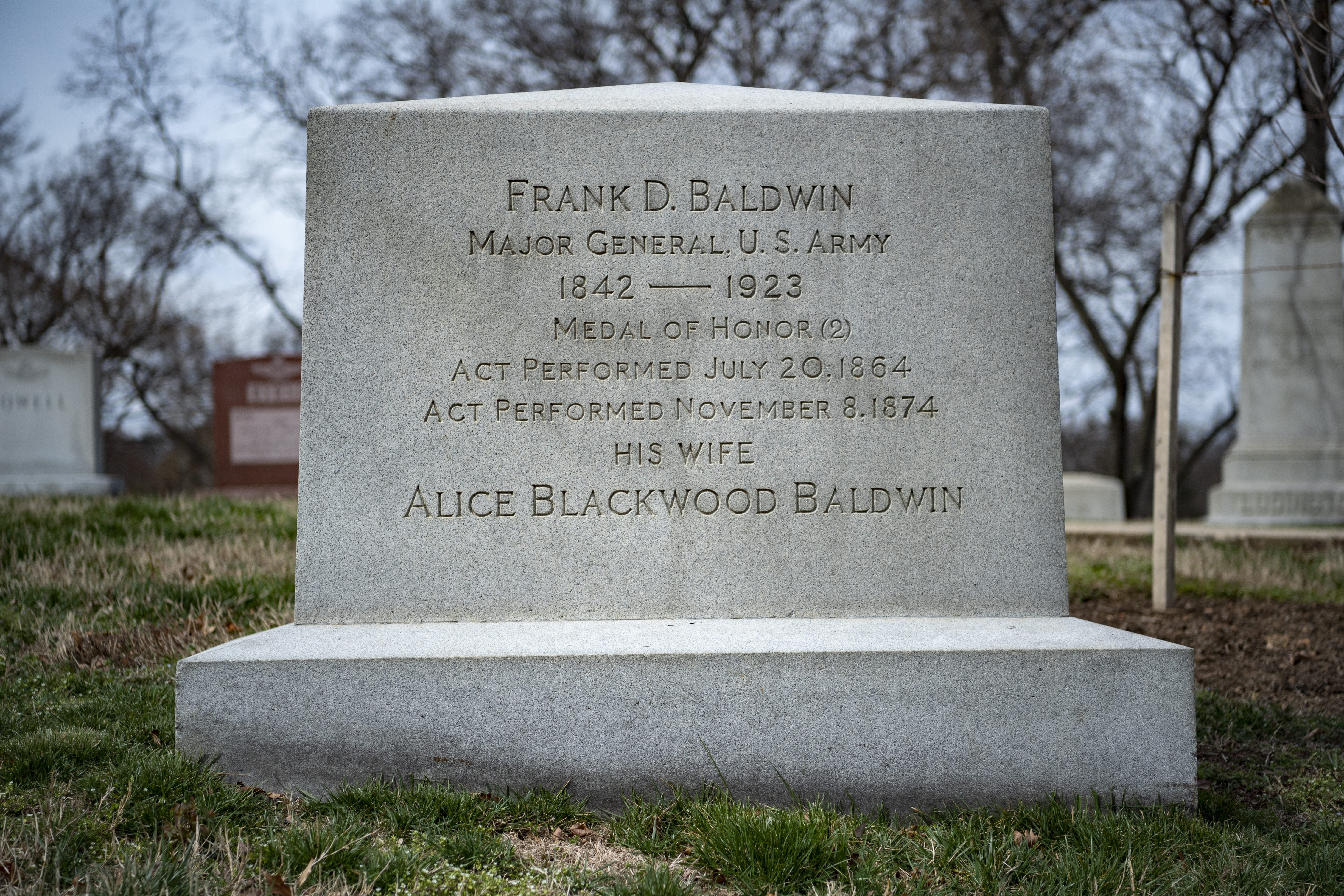

A michigani gyalogságban szolgált 1862 és 1865 között. Az 5. gyalogos ezredbe tartozott. Egy az indiánok ellen csatában 1876. december 18-án léptették elő.  1890. február 27-én megkapta a Medal of Honort. 
Harcolt a spanyol–amerikai háborúban. Itt tábornokká léptették elő. 1906-ban nyugállományba vonult.

## Kitüntetései
- Medal of Honor kétszer

## Kapcsolódó szócikk
- Grechenek György